# Sistema de so Movietone

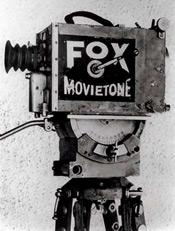
Antiga càmera que utilitzava el sistema Movietone

El Movietone és un sistema de captació de so analògic que va aconseguir unir de forma simultània la imatge i el so en els enregistraments fílmics, a diferència de les passades tècniques que consistien o bé en l'enregistrament del so a banda de la pel·lícula, que captava les imatges, o bé la interpretació d'un tema musical d'acompanyament en directe a l'hora de projectar el film.
El mètode pel qual s'aconseguia aquest avanç consistia en l'enregistrament del so com una pista òptica de densitat variable a la mateixa tira de pel·lícula on es gravaven les imatges. Actualment, qualsevol sistema de projecció d'un cinema pot reproduir pel·lícules amb Movietone sense necessitat de variacions, excepte els que hagin fet el pas al sistema digital de projecció. El Movietone va ser inventat gràcies a les aportacions de Lee De Forest que, el 1922, va veure com les  aquestes novetats s'incorporaven al projecte de Jo Engel, Hans Vogt i Joseph Massole. Més tard seria explotat per la cadena americana Fox.

## Història

### El so abans del cinema sonor
Anteriorment al cinema sonor, ja existia el so en el cinema. Els cineastes i projectistes s'havien preocupat d'això, ja que el cinema neix amb una voluntat sonora. A les primeres filmacions curtes en què apareixen actors i actrius ballant, l'espectador no escolta la música, però pot observar els seus moviments.
D'altra banda, poques vegades s'exhibien les pel·lícules en silenci. Els germans Lumière, el 1897, van contractar un quartet de saxofons perquè acompanyessin les seves sessions de cinematògraf al seu local de París. Van haver-hi compositors, com Saint-Saëns, que van compondre partitures per acompanyar la projecció de la pel·lícula. Molts músics rebien ingressos del cinema, i a més, amb la creació de sorolls i acompanyaments.
El primer pas per acoblar el so a la imatge va aparèixer de la mà de Thomas Alva Edison, que havia aconseguit gravar la veu humana en el seu fonògraf l'any 1877. En 1893, el físic Démeny va inventar la fotografia parlant.
Més tard, com a estudiant, Theodore Case es va interessar en l'ús de la llum modulada per a la transmissió de veu i, el 1916, va crear un laboratori per estudiar les propietats fotoelèctriques dels materials. Va desenvolupar la cèl·lula Thalofide, una fotocèl·lula sensible, que va ser utilitzat com a part d'un sistema de comunicació d'infrarojos per l'Armada dels EUA i, posteriorment, durant la Primera Guerra Mundial.

### Primers intents de donar so al cinema
Charles Pathé, que va ser un dels pioners del cinema, va combinar fonògraf i cinematògraf, fins a arribar a crear prop de 1900 pel·lícules cantades.
En 1918 es patenta un sistema de so anomenat TriErgon, que permetia l'enregistrament directe en el cel·luloide. El 1922, Theodore Case i el seu ajudant Earl I. Sponable van centrar la seva atenció en "imatges que parlen". En aquest mateix any, Jo Engel, Hans Vogt i Joseph Massole presenten el primer film (Der Branstifer) gràcies a la incorporació d'aportacions d'un enginyer nord-americà: Forest Lee, que havia estat intentant, des de 1919, la creació d'una banda sonora òptica per a la pel·lícula cinematogràfiques, en un sistema que va anomenar Phonofilm. De Forest estava tenint poc èxit i va recórrer a Case, per la qual cosa, des de 1922 fins 1925, Case i Forest van col·laborar en el desenvolupament del sistema Phonofilm, que aconseguia resoldre els problemes respecte a la sintonización i amplificació del so. Això s'aconseguia gravant el so damunt de la cinta cinematogràfica. No obstant això, el mancat finançament de l'invent va retardar dos anys la seva implantació general, a causa que els empresaris necessitaven fer una forta inversió i no creien que aquest aparell anés a donar els beneficis esperats.

El 1925, però, Case va acabar la seva relació amb Lee de Forest a causa, en gran part, de la tendència de De Forest per reclamar tot el mèrit pel sistema Phonofilm per si mateix malgrat que la majoria de les invencions havien vingut per part de Case. Documents de suport sobre aquest tema, incloent una carta signada per De Forest que indica que els Phonofilms només són possibles gràcies a les invencions de “Case Research Lab”, es troben al “Case Research Lab Museum” a Auburn, Nova York. El 1925, per tant, Case i Sponable van continuar el desenvolupament del seu propi sistema, que ara es deia Movietone.

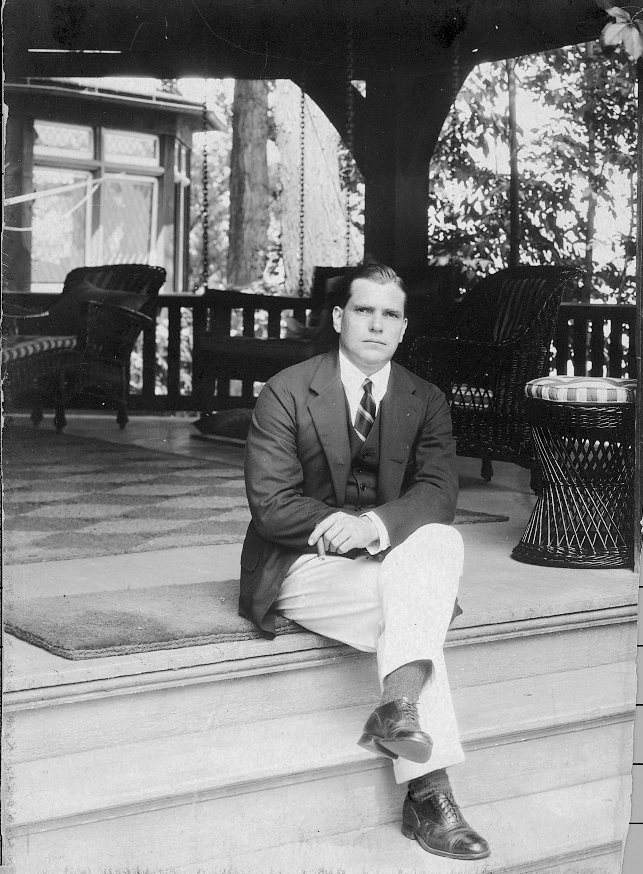
Theodore Case a la seva residència d'estiu a Casowasco a Moràvia, Nova York.

Sponable havia dirigit la seva atenció al disseny de les càmeres d'un sol sistema, en el qual el so i la imatge es graven en el mateix negatiu. Sponable li va demanar a Bell & Howell modificar una de les seves càmeres però els resultats no van ser satisfactoris. En conseqüència, el “Wall Machine shop” a Syracuse, Nova York li va demanar per reconstruir aquesta càmera i els resultats van ser millors. Posteriorment, moltes càmeres de 35 mm d'un sol sistema van ser produïdes per la Wall Camera Corporation, que més tard produiria les càmeres Cinerama de tres pel·lícules.
En part, com a resultat dels experiments individuals del sistema, la relació d'aspecte d'aproximadament 1.19: 1, que es creava mitjançant la impressió d'una banda sonora òptica a la part superior de l'obertura total de 35 mm, es va fer coneguda col·loquialment com la "relació Movietone". Aquest sistema va ser utilitzat extenament per Hollywood i els estudis europeus (a part dels que van adoptar so sobre disc) entre finals de 1920 i el maig de 1932, quan la relació de l'Acadèmia de 1,37: 1 es va introduir per restaurar la forma efectiva de la trama de silenci.
La dècada de 1950 va portar la primera càmera de 35 mm amb tub d'imatge del so en la pel·lícula en lloc de per separat, a partir d'Photo-Sonics, amb un mecanisme de Davis Loop Drive integrat dins de la caixa de la càmera. Aquesta càmera va ser essencial per a la xarxa de televisió en als anys anteriors al videocasset.
Després de la ruptura amb de Forest, Case se centrà en revisar el lector de so del projector, que se situava per sota del cap de la imatge, amb un desplaçament de 14 ½ polzades (368 mm), en lloc de ser col·locat per sobre del cap de la imatge com ho havia estat en la pràctica del phonofilm. Case també va aplicar la velocitat de 24 fotogrames per segon al Movietone, posant-lo en consonància amb la velocitat ja triada pel sistema de Western Electric Vitaphone de so sobre disc, i establint així 24 fotogrames per segom com la velocitat estàndard per a totes les pel·lícules sonores tant de so sobre disc com de so en la mateixa pel·lícula. [2] [3] En aquest punt, el sistema Movietone va ser absorbit l'AMPAS (Academy of Motion Picture Artis and Sciences).

## El cinema sonor: una nova forma expressiva
Així, a poc a poc, el cinema sonor va ser demostrant la seva rendibilitat, no sense dificultats, i va aconseguir acabar amb el cinema mut, que va durar uns 35 anys. En 1926 es va estrenar Don Juan, que incloïa efectes sonors i una partitura sincronitzada. Es van anar perfeccionant els dos sistemes, per una costat el Vitaphone de mà de la companyia Warner, i per l'altre, el Movietone, gràcies a la Fox. El 6 d'octubre de 1927 es va estrenar The Jazz Singer (El cantor de jazz), que és considerada la primera pel·lícula sonora del cinema, ja que va ser la producció que va fer trontollar el cinema mut.
L'any 1930 el cinema sonor era ja tota una realitat. Al món dels actors es va produir el pànic, ja que es temia que les veus no anessin apropiades per a l'àudio dels films. Encara que la majoria dels actors van superar les proves que els van fer per saber si eren aptes, alguns no van poder actuar usant la seva veu, com John Gilbert o Buster Keaton.
| « | “El cinema sonor no era simplement el mut amb so incorporat, sinó una nova forma d'expressió que havia de reconciliar el real (l'enregistrament precís de paraules i sons) com l'irreal (la imatge bi-dimensional), mentre que el cinema mut havia estat una unitat harmoniosa, completa per si mateixa”. (Planeta, 1982). | » |

La veritat és que l'arribada del cinema sonor va limitar enormement les possibilitats creatives del mateix, doncs les càmeres feien molt soroll i s'havia de gravar en complet silenci doncs els micròfons graven tot el so ambiental i era molt difícil la captació de les veus dels actors.
Amb el temps, el cinema sonor es perfeccionarà gràcies a l'aparició de nous aparells per a la captació de so.

### La primera pel·lícula sonora: Don Juan
Aquesta pel·lícula de 1926 va estar dirigida per Alan Crosland i protagonitzada per John Barrymore. Aquesta pel·lícula seria el film pioner a incorporar la sincronització sonora a les imatges en un metratge; realment no va ser exactament el primer llargmetratge amb so sincronitzat de la història, però si el primer a incorporar so de qualitat, incloent banda sonora interpretada per la Filharmònica de Nova York i efectes sonors (xocs d'espases, campanadas, etc.)
La productora Warner Brothers, gràcies al seu sistema d'enregistrament de so sincronitzat, va experimentar al principi amb curts musicals gràcies a la col·laboració de cantants famosos i, a continuació, en Don Juan, la seva producció més costosa del moment i que va ser especialment rendible.

## L'ús comercial del Movietone per part de William Fox

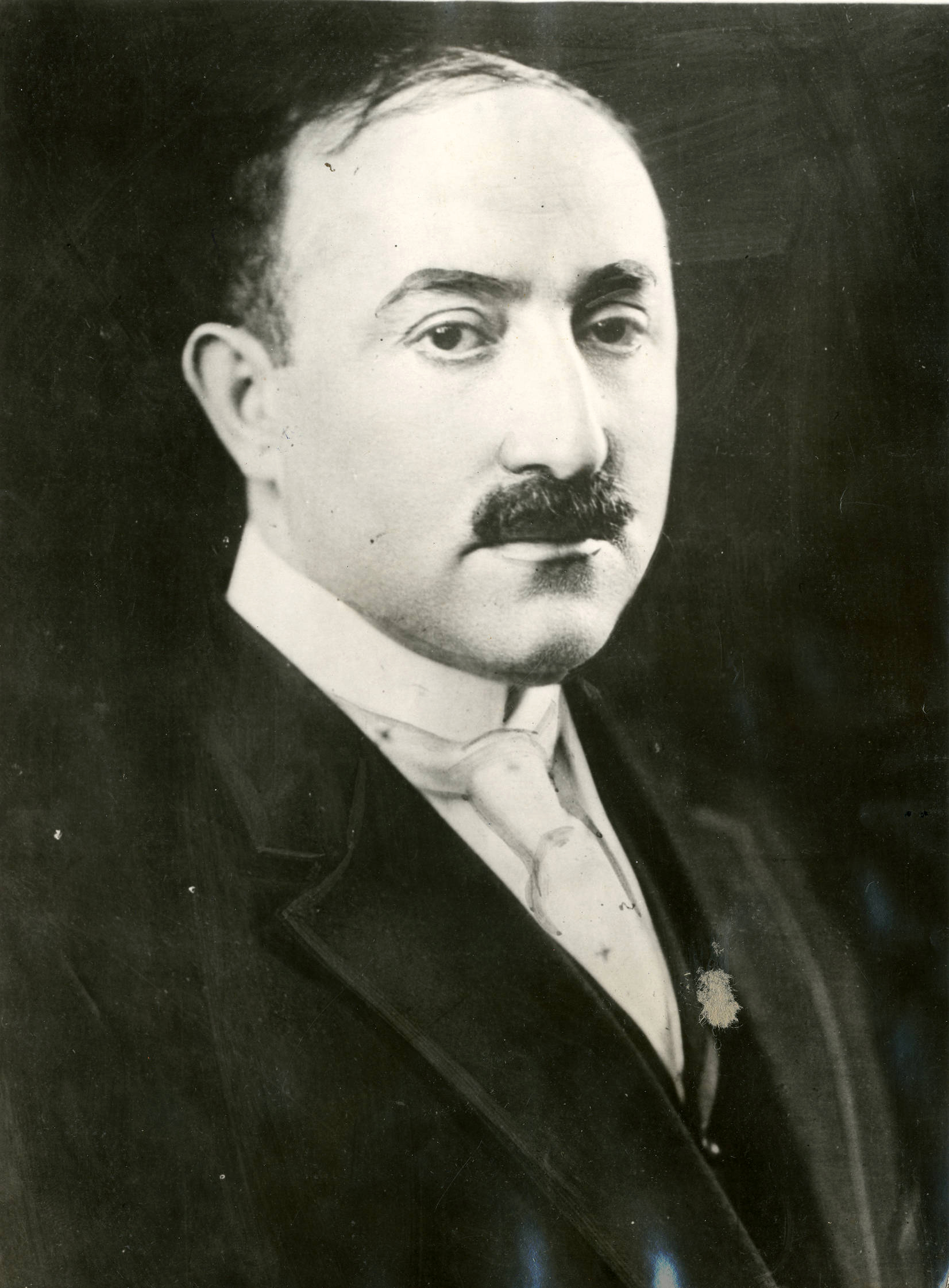
Retrat de William Fox

El Movietone va entrar en ús comercial quan William Fox de la “Fox Film Corporation” va comprar el sistema sencer incloent les patents el juliol de 1926. Tot i que Fox era propietària de les patents de Case, el treball de Freeman Harrison Owens, i els drets dels americans de les patents de German Tri-Ergon, van obligar que el sistema de so de cinema Movietone utilitzés només les invencions del laboratori d'investigació de Case.
William Fox va contractar amb Earl I. Sponable (1895-1977), de la Case Research Lab, el 1926, quan va comprar les patents de so sobre pel·lícula de Case. El primer llargmetratge llançat utilitzant el sistema de Fox Movietone va ser “Sunrise” (La sortida del sol), de 1927, dirigida per Friedrich Wilhelm Murnau. Va ser la primera pel·lícula produïda professionalment amb una pista de so òptica. En aquesta gravació s'hi va incloure la música, efectes de so, i molt poques paraules no sincronitzades.
Menys de dos anys després de la compra del sistema de Case, Fox va comprar tots els interessos de la companyia de Case. Tots els llargmetratges amb so de Fox es realitzaren utilitzant el sistema Movietone fins a 1931, quan va ser reemplaçat per un sistema de gravació de Western Electric usant la vàlvula de llum inventada per Edward C. Wente el 1923. No obstant això, Fox Movietone News van utilitzar el sistema fins al 1939, a causa de la facilitat de transport d'aquest equip de gravació.